# Ciaran Gultnieks
Ciaran Gultnieks (nacido en 1970) es un programador de juegos de ordenador británico, cuyos proyectos incluyen Star Wars (1988, para los ordenadores personales), Pelea de perros (1993), 5000 Slipstream (1995) y Hardwar (1998) para el PC. También fundó F-Droid, un repositorio de software para el software libre de Android, y contribuye a la plataforma de microblogueo StatusNet.

## Biografía
Gultnieks fue el primer empleado de Vektor Grafix, después de pasar a trabajar por Microprose y Spectrum Holobyte. En 1993, él cofundó la casa de desarrollo de la Refinería de Software, que cerró sus puertas en 2002. En los últimos años ha contribuido a varios proyectos de software de código abierto, lo más significativo la plataforma microblogging de StatusNet.

## Trabajos
Se le atribuye en los créditos de los siguientes juegos:
- Star Wars (1987), Domark Software, Inc.
- Star Wars: El Imperio Contraataca (1988), Domark
- Fighter Bomber (1989), Activision
- Strike Aces (1990), Activision
- Killing Cloud (1991)
- Dogfight (1993), Microprose
- Air Duel: 80 Años de peleas de perros (1993), MicroProse
- Slipstream 5000 (1995), Gremlin Interactive
- Hardwar (1998), Gremlin Interactive